# Бенчо Обрешков
Бенчо Йорданов Обрешков е български художник, един от най-големите български живописци.

## Биография
Роден е на 27 април 1899 г. в Карнобат. Между 1918 и 1920 г. учи в Художественото индустриално училище, където негови преподаватели са Петко Клисуров и Иван Ангелов. През 1926 г. се дипломира в специалност живопис на Художествената академия в Дрезден в класа на професор Оскар Кокошка и Ото Дикс. Специализира скулптура при прочутия Антоан Бурдел и участва в изложби в Париж през 1925 – 1927 г. Завръща се в България през 1927 г.
Бенчо Обрешков твори в областта на портрета, пейзажа и натюрморта, рисува сцени от бита на рибарите и моряците. Характерно за портретите му е майсторското предаване на физиономичните и психологическите характеристики на моделите. Пейзажите му почти винаги са населени с човешки фигури. Предпочитана техника са маслените бои.
Първата си самостоятелна изложба Обрешков организира в Карнобат през 1919 г., с благотворителна цел. Прави над десет самостоятелни изложби: в София, Дрезден, Атина, Букурещ и една съвместна със Златю Бояджиев и Георги Баев през 1962 г. в София. Участва в колективни изложби в Белград, Париж, Мюнхен, Москва. Платна на Обрешков са притежание на НХГ, СГХГ, художествената галерия в Бургас и други градове, галерии в Стокхолм, Плага, Виена, Дрезден, Букурещ, Атина и частни колекции. При бомбардировките над София през 1944 г. повече от 250 негови картини са унищожени.
Бенчо Обрешков е член на дружество „Родно изкуство“ и на Дружеството на новите художници. Между 1969 и 1970 г. е председател на Творческия фонд на СБХ.
Умира на 8 април 1970 г. в София.

## Признание и награди
Лауреат е на множество отличия, сред които наградата „Ерен Зойгнис“ (1926, Дрезден), „Гран при“ (1937, Париж), награда „Феникс“ (1938, Атина), наградата на БАН за изкуство (1938), „Орден за изкуство“ (1938, Букурещ), I награда за живопис от конкурса „София“ (1967).
Носител е на ордените „Кирил и Методий“ – II степен (1963) и „Народна република България“ – II степен (1969).
През 1966 г. получава званието заслужил художник.